# Google Chat
Google Chat (anteriormente conhecido como Hangouts Chat) é um software de comunicação desenvolvido pelo Google para envio de mensagens diretas e salas de bate-papo com a possibilidade de interação com robôs -bots- e compartilhamento de conteúdo do Google Drive. Sua criação foi uma resposta ao crescimento dos concorrentes Slack e Microsoft Teams, e substituirá o Hangouts junto ao Google Meet. O planejamento para desativação do Hangouts iniciou em outubro de 2019.
O aplicativo funciona somente com clientes G Suite. Entretanto, caso contas pessoais sejam adicionadas em conversas e salas do Chat, elas terão a possibilidade de utilizar o serviço sem a possibilidade de iniciar novas conversas. Em junho de 2020 foi disponibilizada uma integração entre Gmail, Google Chat e Google Meet.